# Emilio Kauderer
Emilio Kauderer (* 2. Januar 1950 in Buenos Aires) ist ein argentinischer Musiker und Komponist von Filmmusik.

## Leben
Emilio Kauderer wurde in Argentinien geboren. Er lernte Klavier zu spielen und studierte Komposition und Dirigieren am Moskauer Konservatorium. Nach seiner Rückkehr nach Argentinien wurden seine Kammermusikwerke von der Camerata Bariloche aufgeführt. Sein Quintett Danzón erhielt 1987 den Yamaha-Promusica-Preis. Seine Erste Sinfonie wurde sowohl in Argentinien als auch in Honduras aufgeführt.
Im Jahr 1980 begann Kauderer, für das Kino zu arbeiten. Seine erste Filmmusik war für La Discoteca del amor. Er arbeitet seitdem sowohl für das argentinische als auch das internationale Kino und hat außerdem Musik für verschiedene Fernsehserien komponiert. Sein Musical Paquito’s Christmas wurde neun Jahre lang zur Weihnachtszeit am Pasadena Civic Center in Los Angeles gespielt.
Im Jahr 2001 erhielt Kauderer ein Stipendium vom Sundance Institut. 2018 wurde er in die Academy of Motion Picture Arts and Sciences berufen, die jährlich die Oscars vergibt.

## Filmografie (Auswahl)
- 1981: Zeit der Rache (Tiempo de revancha)
- 1989: Fistfighter
- 1990: Julia Has Two Lovers
- 1992: Duell im Eis (The Ice Runner)
- 1992: Tod in den Augen (Gypsy Eyes)
- 1992: Ein Ort auf dieser Welt (Un lugar en el mundo)
- 1992: Midnight Kiss (In the Midnight Hour)
- 1992: Prototype
- 1999: Friends & Lovers
- 1999: Im Schatten des Meisters (The Disciples)
- 2003: Indigo
- 2006: Gespräche mit Gott (Conversations with God)
- 2009: In ihren Augen (El secreto de sus ojos)
- 2011: Miss Bala
- 2012: Border Run – Tödliche Grenze (The Mule)
- 2013: Fußball – Großes Spiel mit kleinen Helden (Metegol) (Animationsfilm)
- 2014: Amapola – Eine Sommernachtsliebe (Amapola)
- 2015: Vor ihren Augen (Secret in Their Eyes)
- 2016: Day of Reckoning – Hell Will Rise
- 2019: The Last Man
- 2019: Trotz allem (A pesar de todo)
- 2020: Pseudo